# Pierre Versteegh
Pierre Marie Robert Versteegh, né le 6 juin 1888 à Kedoeng Banteng (Java central en Indonésie néerlandaise) et mort fusillé le 3 mai 1942 dans le camp de concentration de Sachsenhausen, est un cavalier néerlandais qui participa aux jeux olympiques 1928 et 1936 en équitation, ainsi qu'un lieutenant-colonel de l'artillerie néerlandaise.

## Palmarès
- Aux Jeux olympiques d'été de 1928 : médaille de bronze en équipe[1] et 9e en individuel.
- Aux Jeux olympiques d'été de 1936 : 5e en équipe et 8e en individuel.

## Engagement dans l'armée
En 1906, il rentre à l'académie militaire de Breda. C'est dans l'armée qu'il apprend à monter à cheval. Il est lieutenant en 1909, capitaine en 1925 et major en 1936.

## Seconde Guerre mondiale
Après la défaite de l'armée néerlandaise, il entre dans la résistance. En 1942, il est arrêté, et envoyé dans un camp, où il sera fusillé en même temps que d'autres résistants.

## Décorations et mémoire
Le 3 mai 1946, un monument à la mémoire collective des résistants fusillés 4 ans auparavant est érigé. Il reçoit personnellement à titre posthume la Verzetskruis, croix de la résistance néerlandaise.